# Wanhöden
Wanhöden ist ein Ortsteil der Ortschaft Nordholz in der Einheitsgemeinde Wurster Nordseeküste im niedersächsischen Landkreis Cuxhaven.

## Geografie

### Lage
Die Bundesautobahn 27 verläuft westlich, einen Kilometer entfernt. Bis zur Nordsee sind es in westlicher Richtung fünf Kilometer. Die Emmelke, ein linksseitiger (westlicher) Nebenfluss der Medem, hat ihre Quelle bei Wanhöden.
Der Fliegerhorst Nordholz („Sea-Airport Cuxhaven/Nordholz“) liegt zwei Kilometer entfernt nordwestlich. Das Naturschutzgebiet Wanhödener Moor liegt östlich von Wanhöden. Der Wanhödener Berg liegt auf dem Geestrücken der Hohen Lieth, 500 Meter westlich von Wanhöden.

### Nachbarorte
|          | Altenwalde – Ortsteil Gudendorf (Stadt Cuxhaven) | Lüdingworth (Stadt Cuxhaven)              |
| Nordholz | Kompassrose, die auf Nachbargemeinden zeigt      | Gemeinde Wanna (Samtgemeinde Land Hadeln) |
| Midlum   | Krempel (Stadt Geestland)                        |                                           |

(Quelle:)

## Geschichte

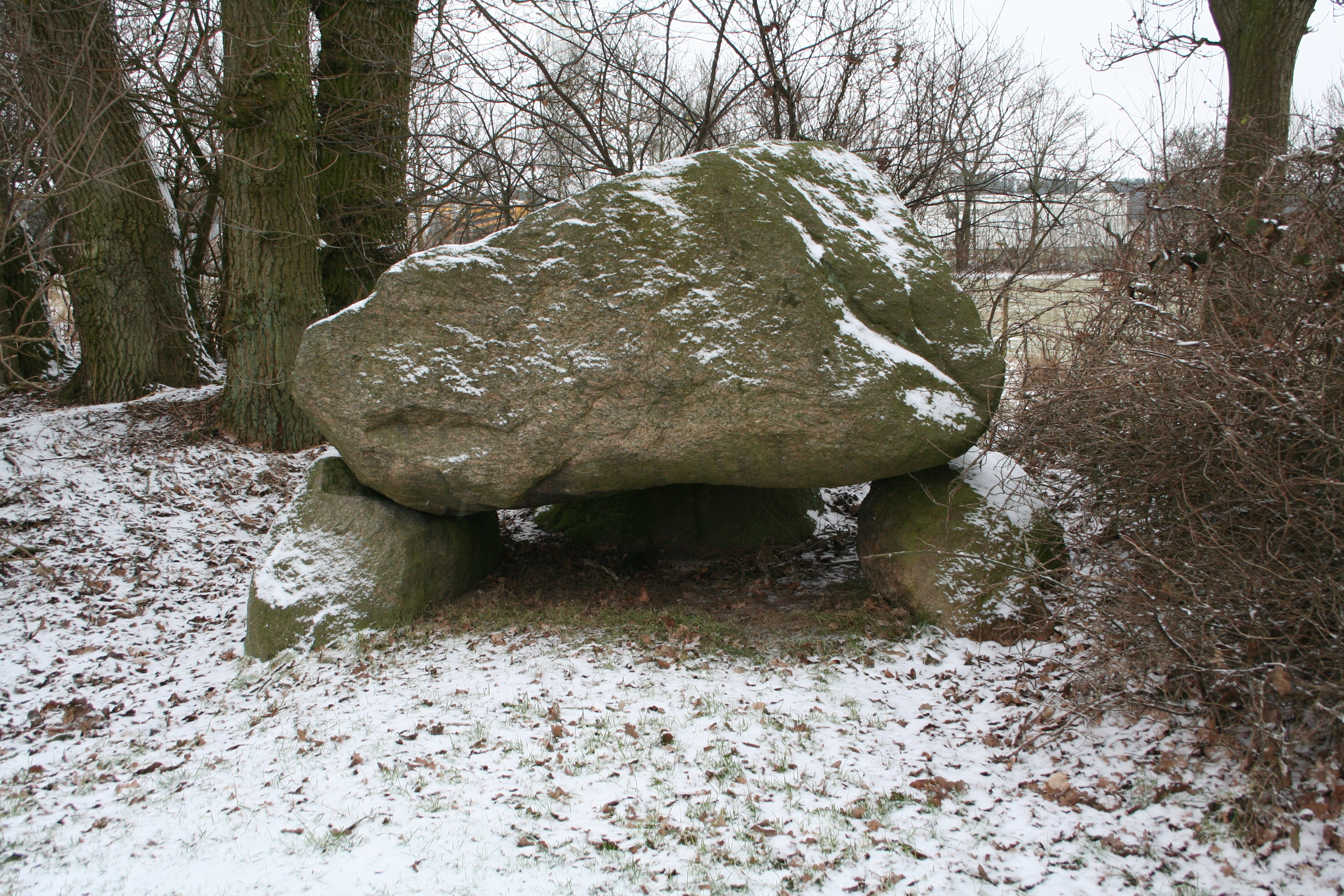
Großsteingrab Wanhöden

### Vorzeit und Ersterwähnung
Eine große Anzahl von vorzeitlichen Grabanlagen lässt auf eine erste Besiedlung des Gebiets in der Jungsteinzeit und der Bronzezeit schließen. Hierzu zählen das Großsteingrab Wanhöden (Riesenhütte) sowie die Hohensteine und das Großsteingrab Henkenstein (beide bei Midlum).
Der Ort Wanhöden wird das erste Mal im Jahre 1509 in dem nahegelegenen Kloster Neuenwalde erwähnt. In einer dortigen Urkunde des Güterregisters wird der Ort noch Wanhoyen oder auch Wanhoyge genannt.

### Schule
Etwa um das Jahr 1875 beschäftigten sich die Wanhödener mit dem Bau einer Schule. Bis dahin wurden die Kinder überhaupt nicht oder nur in den Wintermonaten unterrichtet, trotz der in den Herzogtümern Bremen und Verden 1752 verkündeten Schulpflicht. Der entsprechende einklassige Unterricht fand abwechselnd in den Wohnstuben der ortsansässigen Landwirte statt. Fest angestellte Lehrer gab es zu der Zeit noch nicht. Für die Anzahl der damaligen Schüler wurde ein belesener Schulgehilfe gesucht und dafür entsprechend entlohnt. Unterkunft und freie Kost erhielt er ebenfalls abwechselnd bei den Eltern der Zöglinge. Da er, wie alle anderen Lehrer auch, weniger als zehn Reichsthaler im Jahr als Lohn bekam, musste er sich meistens als Tagelöhner, Hollandgänger oder als Schreiber zusätzliche Einkünfte beschaffen. Ein Prediger aus Altenwalde beaufsichtigte ihn und prüfte sein Können vor der Einstellung. Ein ihm vorgesetzter Superintendent aus Dorum bekam Auskunft und Berichterstattung über die Dienstverwaltung und dem Lebenswandel des entsprechenden Wanhödener Lehrers.
Eine eigene Dorfschule ist erst im Jahre 1883 errichtet worden. Ein Wohntrakt, für den Lehrer, wurde neun Jahre später an die Schule angebaut. Elektrisches Licht bekamen beide Gebäude im Jahr 1930 und fließendes Wasser 1960 gelegt. In der einhundertjährigen Schulgeschichte lagen die Schülerzahlen meistens zwischen 15 und 30 Schülern. Nach dem Zweiten Weltkrieg war wegen der hohen Flüchtlings- und Evakuiertenzahlen ein Höchststand von 60 Schülern erreicht worden. Laut der Chronik haben die Lehrkräfte von Wanhöden oft gewechselt, denn es sind insgesamt 21 Lehrkräfte verzeichnet worden.
Die Dorfschule wurde im Jahre 1968 aufgelöst. Das Schulgebäude baute man zu einem Einfamilienhaus um, es ist bis heute bewohnt.

### 500. Geburtstag
Im Jahre 2009 fand eine große Feierlichkeit zum 500. Geburtstag des Dorfes statt, zu der auch eine 240-seitige Festschrift/Chronik veröffentlicht wurde.

### Eingemeindungen
Am 1. Januar 1970 wurde die bis dahin selbständige Gemeinde Wanhöden in die Gemeinde Nordholz eingegliedert, die ihrerseits am 1. Januar 2015 mit der bisherigen Samtgemeinde Land Wursten zur neuen Einheitsgemeinde Wurster Nordseeküste fusionierte.

### Einwohnerentwicklung
| Jahr      | 1910  | 1925  | 1933  | 1939  | 1950   | 1956   | 2017  |
| --------- | ----- | ----- | ----- | ----- | ------ | ------ | ----- |
| Einwohner | 118   | 138   | 168   | 197   | 268    | 242    | 380   |
| Quelle    | [ 8 ] | [ 9 ] | [ 9 ] | [ 9 ] | [ 10 ] | [ 10 ] | [ 1 ] |

|  |

## Politik

### Ortsrat und Ortsbürgermeister
Auf kommunaler Ebene wird Wanhöden vom Ortsrat aus Nordholz vertreten.

### Wappen
Der Entwurf des Kommunalwappens von Wanhöden stammt von dem Heraldiker und Wappenmaler Albert de Badrihaye, der zahlreiche Wappen im Landkreis Cuxhaven erschaffen hat.
| Wappen von Wanhöden | Blasonierung: „Gespalten – vorn in Silber über einem schwarzen erniederten Strichbalken einen roten Fuchskopf; hinten in Grün eine bewurzelte stilisierte silberne Birke.“ |
| Wappen von Wanhöden | Wappenbegründung: Die Birke, der Fuchskopf und der schwarze Strichbalken sind Sinnbilder der urwüchsigen Heide- und Moorlandschaft der Gemeinde.                           |

## Kultur und Sehenswürdigkeiten

### Bauwerke
- Großsteingrab Wanhöden (Riesenhütte)
- Gefallenendenkmal – da die beiden verheerenden Weltkriege den Wanhödenern etliche Gefallene und Vermisste beschert haben, wurde im Ortskern des Dorfes ein Gefallenendenkmal errichtet.[12][13] Zu Ehren der Toten und Verschollenen, finden jeweils am Volkstrauertag Gedenkfeiern und Kranzniederlegungen von Vereinen und der Gemeinde an diesem Denkmal statt.

### Regelmäßige Veranstaltungen
- Auf dem Flughafengelände findet seit 2009 jährlich das Musikfestival „Deichbrand“ statt

### Vereine und Verbände
- Schützenverein Wanhöden von 1929 e. V.
- Verein für deutsche Schäferhunde e. V.
- Freiwillige Feuerwehr Wanhöden